# فرانکی فن در الست
فرانکی فن در الست (به انگلیسی: Franky Van der Elst) بازیکن فوتبال اهل بلژیک و عضو تیم ملی فوتبال بلژیک است که در تاریخ ۱۹ دسامبر ۱۹۸۴ میلادی اولین بازی ملی‌اش را مقابل تیم ملی فوتبال یونان انجام داد. او در ۸۵ بازی ملی حضور داشت و جمعاً ۷۳۸۸ دقیقه برای تیم ملی فوتبال بلژیک به میدان رفت. فرانکی فان در الست آخرین بازی ملی خود را در تاریخ ۲۵ ژوئن ۱۹۹۸ میلادی در برابر تیم ملی فوتبال کره جنوبی انجام داد. وی در بازی‌های ملی‌اش ۱ گل به ثمر رساند.